# Randa Riandesta
Randa Riandesta (ur. 17 lipca 2001) – indonezyjski zapaśnik walczący w stylu wolnym. Zajął siedemnaste miejsce na igrzyskach azjatyckich w 2022. Złoty medalista igrzysk Azji Południowo-Wschodniej w 2023 roku.